# Emile Georget
Émile Georget (Bossay-sur-Claise, 21 de septiembre de 1881-Châtellerault, 16 de octubre de 1960) fue un ciclista francés.

## Biografía
Tuvo varios podiums en grandes carreras como su segunda plaza en la Milán-San Remo en 1909 y sus terceras posiciones en la París-Tours 1907, la Burdeos-París en 1908 y la París-Tours en 1911.
Tenía buenas cualidades tanto en ruta como en montaña como demostró al ser el primero en coronar el Col du Galibier en 1911. Georget fue también un gran rodador en pista, donde ganó los Seis Días de Toulouse en 1906 (única edición) junto con su hermano Léon Georget.
Según la voluntad de sus descendientes que aún viven en Châtellerault, varias bicicletas y recuerdos de Émile Georget se encuentran en el Museo de automóviles, motocicletas y bicicletas de Châtellerault. Una calle de la ciudad lleva su nombre.

## Palmarés
1906
- 1 etapa del Tour de Francia

1907
- París-Hesdin
- 3º en el Tour de Francia, más 6 etapas

1909
- París-La Flèche

1910
- Campeonato de Francia en Ruta
- Burdeos-París
- 1 etapa del Tour de Francia

1911
- París-Brest-París
- Circuit de Tourraine
- 3º en el Tour de Francia, más 1 etapa

1912
- Burdeos-París

## Resultados en las grandes vueltas
| Carrera         | 1905 | 1906 | 1907 | 1908 | 1909 | 1910 | 1911 | 1912 | 1913 | 1914 |
| --------------- | ---- | ---- | ---- | ---- | ---- | ---- | ---- | ---- | ---- | ---- |
| Giro de Italia  | X    | X    | X    | X    | -    | -    | -    | -    | -    | -    |
| Tour de Francia | 4º   | 5º   | 3º   | Ab.  | -    | Ab.  | 3º   | Ab.  | Ab.  | 6º   |
| Vuelta a España | X    | X    | X    | X    | X    | X    | X    | X    | X    | X    |